# Masdevallia oscitans
Masdevallia oscitans là một loài thực vật có hoa trong họ Lan. Loài này được (Luer) Luer mô tả khoa học đầu tiên năm 1998.